# Hedwigglas

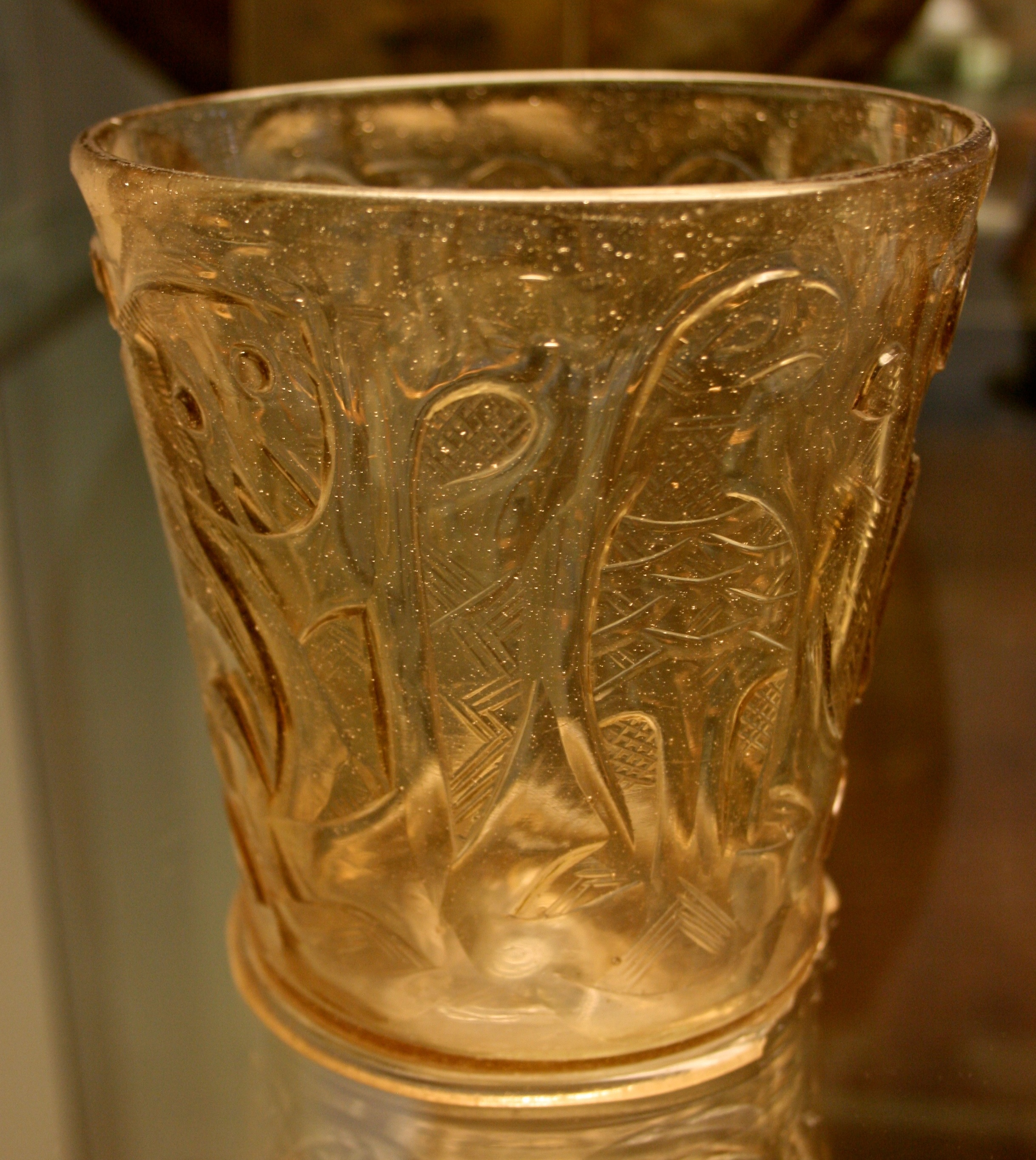
Hedwigbeker uit het British Museum (2010).

Hedwigglazen of hedwigbekers zijn bekerglazen die vermoedelijk uit het Midden-Oosten (1000 - 1200 na Chr.) komen. Ze zijn vernoemd naar de Silezische prinses Sint Hedwig (1174-1243), die volgens de traditie drie bekerglazen wordt toegeschreven. Tot nu toe zijn er veertien intacte bekerglazen bekend. De exacte oorsprong van glazen wordt betwist, met Egypte, Iran en Syrië als mogelijke landen van herkomst. Als ze al niet direct uit de islamitische cultuur komen zijn ze zijn zeker beïnvloed door islamitische glaskunst. Omdat ze vermoedelijk gemaakt zijn door islamitische ambachtslieden, maar de decoratie deels uit motieven uit de christelijke iconografie bestaat, ligt het voor de hand dat ze geproduceerd zijn voor christelijke afnemers. De theorie dat ze in plaats daarvan uit het elfde-eeuwse Sicilië der Noormannen afkomstig zijn werd voor het eerst volledig uiteengezet in een boek in 2005 door Rosemarie Lierke. Deze these geniet enige steun in vakkringen.
Alle veertien bekende hedwigglazen hebben ongeveer dezelfde vorm: rond, gedrongen, dikwandig en rechtzijdig. Ze zijn rond 14 cm hoog en hebben een diameter van bijna 14 cm. Op een na zijn ze rijkelijk versierd met gravures met gearceerde details.
Meestal hebben de glazen een rokerige groene, gele of bruine kleur. De decoraties worden in twee stijlen gevonden: vier hebben decoraties afgeleid van Samarra Stijl C (abstracte vormen, geometrische patronen en florale motieven), acht andere hebben gestileerde decoraties van leeuwen, griffioenen en palmbomen
Als voorbeeld dienden vermoedelijk bergkristallen schepen uit het Fatimidische Egypte, die in kerkschatten gevonden zijn. De reliekhouders zijn zeker later toegevoegd.